# 馬光贊
马光赞（920年—953年），字保图，马楚恭孝王马希萼长子。
恭孝王马希萼去长沙，留马光赞守朗州。后来长沙陷落，马光赞署武平军留后，命何敬真为朗州牙内都指挥使，率军戍守。王逵之乱，推举马光赞的从兄马光惠知州事，马光赞被罢黜。归顺南唐，官至镇南军节度副使，保大十一年（953年）四月去世，年三十四岁。

## 家人
琅玡县君王氏，武平军左亲从指挥使王司徒长女。
马伴弟（945- ）马光赞长子。
马药义（951- ）马光赞次子。